# Дружное (Полесский район)
Дру́жное — посёлок в Полесском муниципальном округе Калининградской области России.

## История
До 1938 года населённый пункт носил название Рюдлаукен (нем. Rüdlauken). В 1950 году указом Президиума Верховного Совета РСФСР деревне Ротхёфен (нем. Rothöfen) присвоено наименование посёлок Дружное.

## Население
| 2002 | 2010 |
| ---- | ---- |
| 149  | ↘132 |

## Улицы
В посёлке имеется одна улица — Зелёная.